# AN/AAR-57
AN/AAR-57 Common Missile Warning System (сокр. CMWS) — американская оптико-электронная авиационная бортовая станция предупреждения о ракетном нападении, разработанная компанией Sanders Associates, Inc. Производилась серийно на заводе Sanders, а затем Lockheed-Sanders и компанией BAE Systems. Засекает пуски зенитных управляемых ракет. Устанавливается на самолёты тактической и военно-транспортной авиации, а также на вертолёты всех видов авиации.

## Описание системы
В состав системы входят от четырёх до шести широкоугольных пассивных УФ-датчиков позволяющих обнаруживать шлейф газов образующихся при работе ракетного двигателя. Система может работать как в составе авиационного комплекса оптоэлектронного противодействия ATIRCM (Advanced InfraRed CounterMeasures System) AN/ALQ-212, так и автономно.

## ТТХ
- Вес: 1,4 кг
- Диаметр: 8 см
- Длина: 11 см
- Потребляемая мощность: 10 Вт. (при работе системы антиобледенения: 26 Вт.)
- Вес: 8,5 кг
- Размеры: 23 × 13 × 28 см [2]